# Christopher Caudwell
Christopher St. John Sprigg, cunoscut sub pseudonimul Christopher Caudwell (n. 20 octombrie 1907 – d. 12 februarie 1937) a fost un scriitor și critic literar englez, susținător al mișcării marxiste.

## Opera
- 1934: Alibi perfect ("The Perfect Alibi")
- 1935: Moartea unei regine ("Death of a Queen")
- 1936: Mâna mea ("This My Hand")
- 1937: Iluzie și realitate ("Illusion and Reality")
- 1939: Poezii ("Poems")